# Quercus muehlenbergii
Quercus muehlenbergii là một loài thực vật có hoa trong họ Cử. Loài này được Engelm. miêu tả khoa học đầu tiên năm 1877.

## Hình ảnh

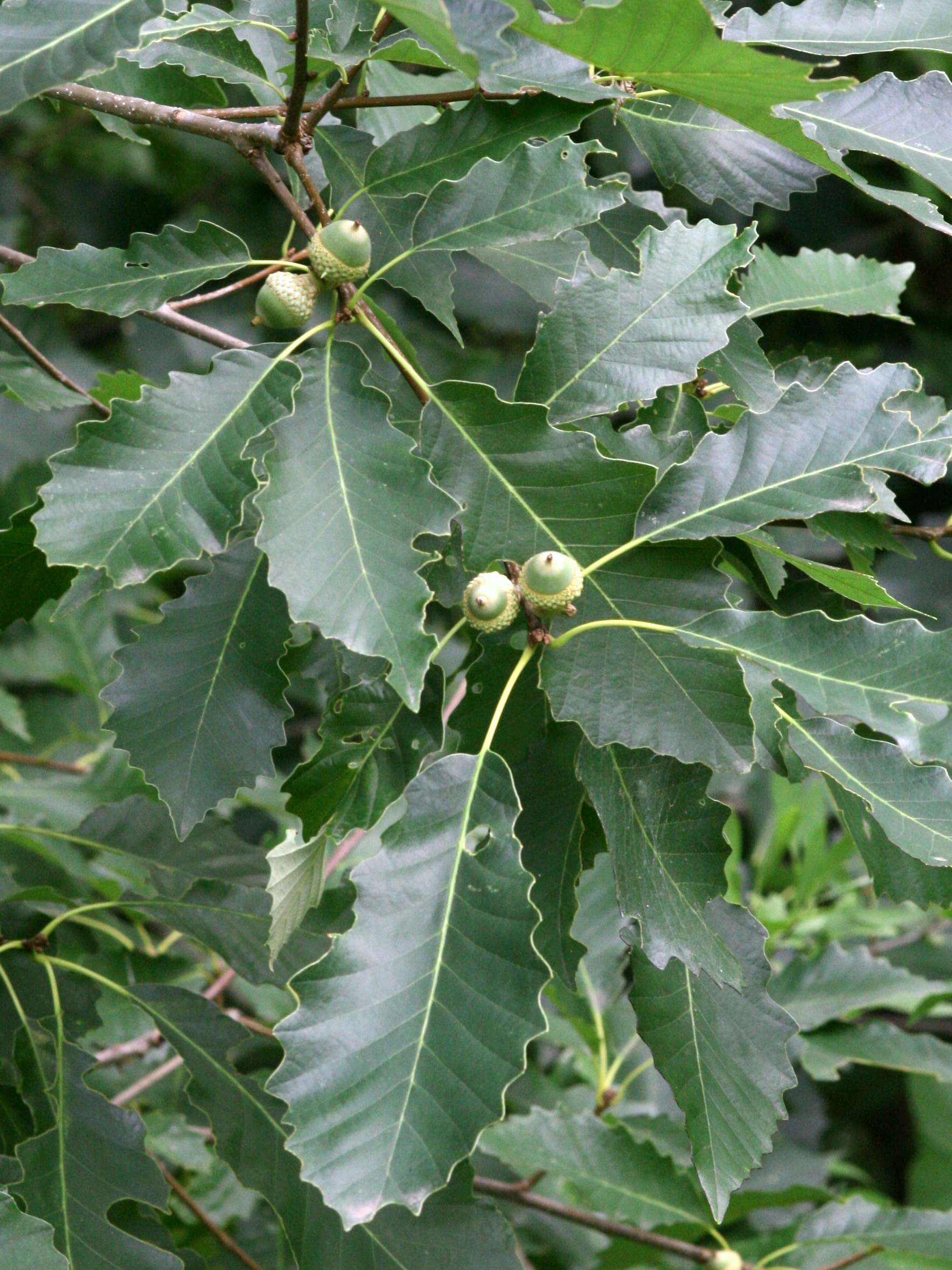
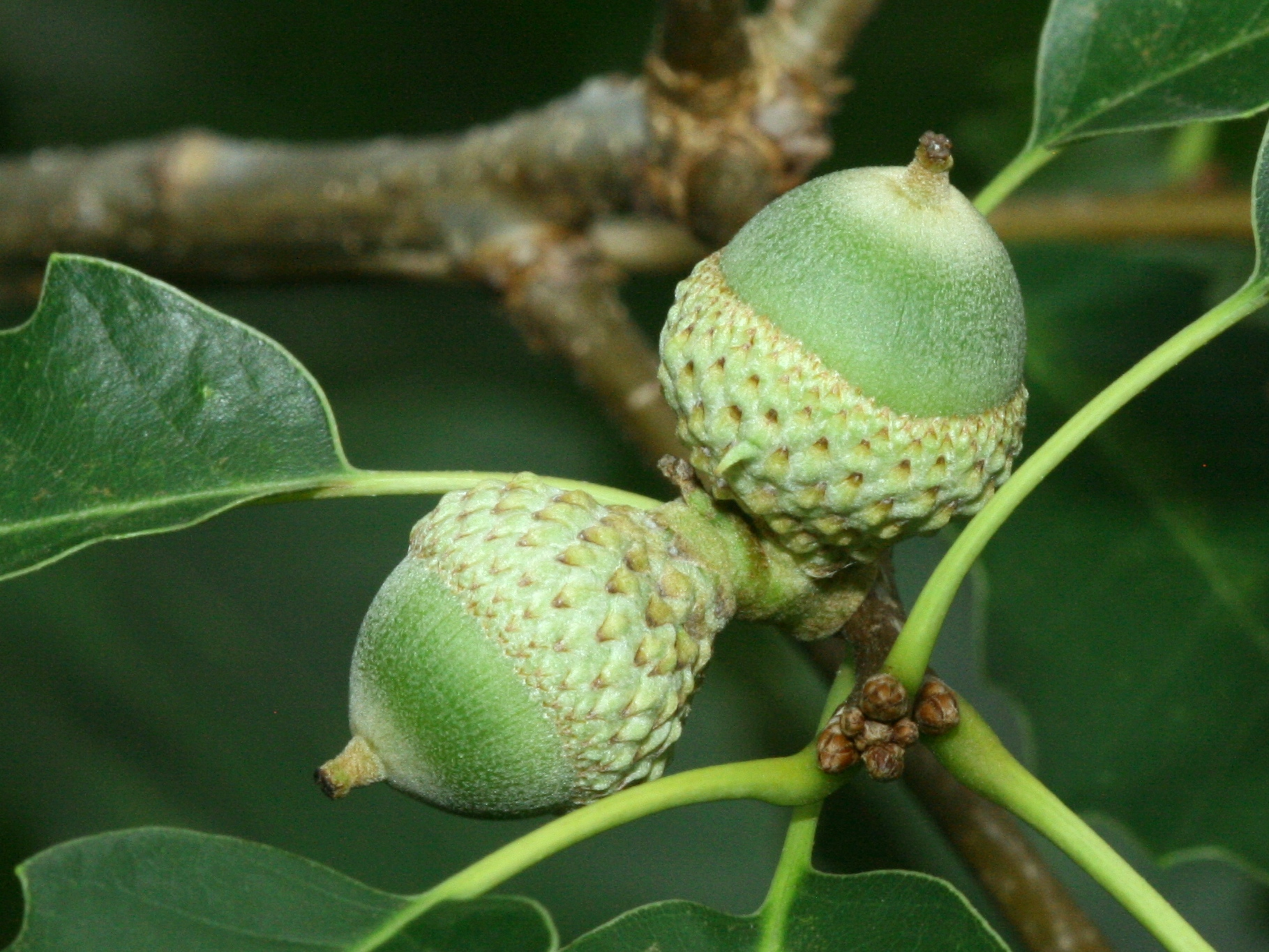
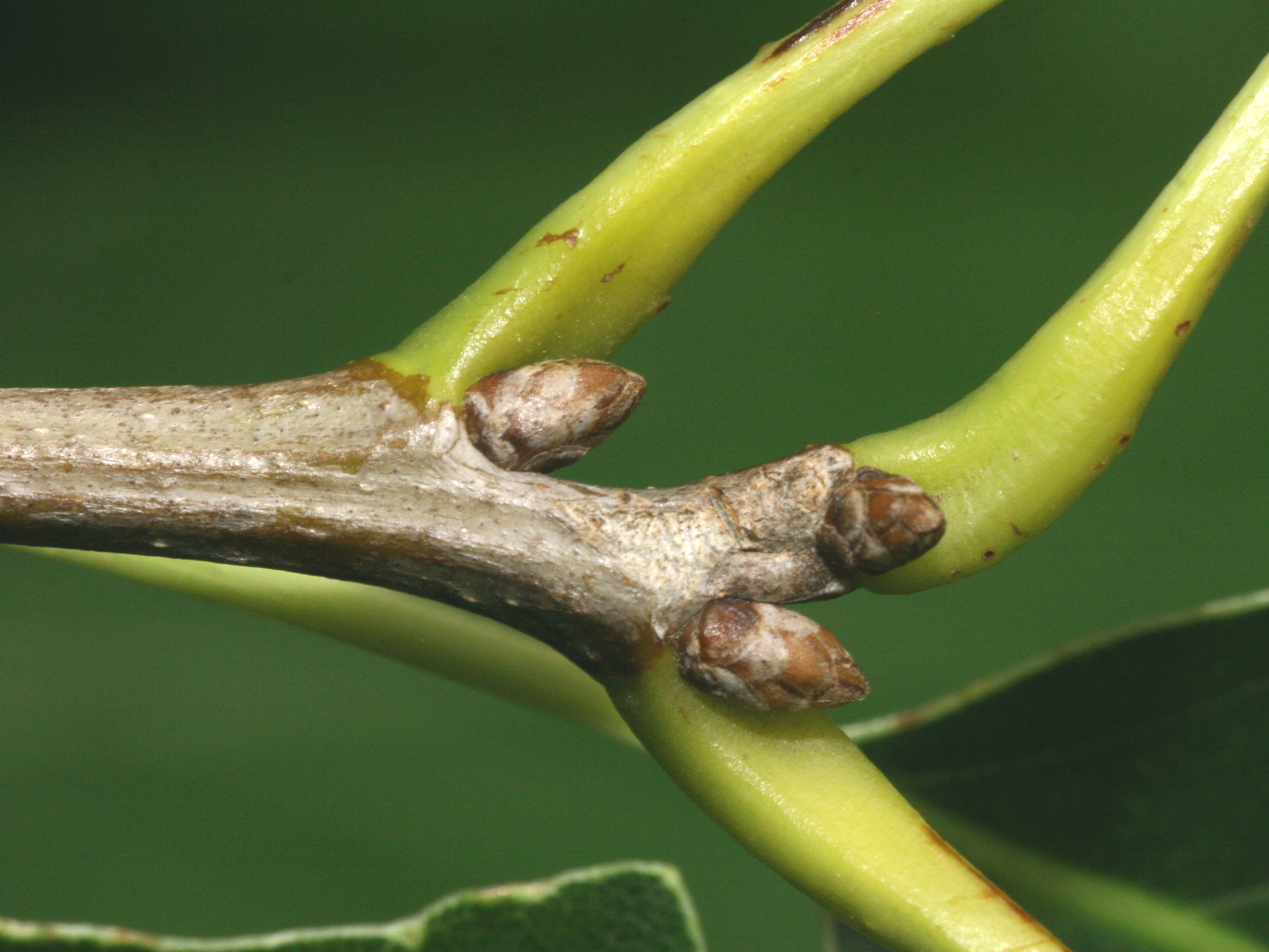
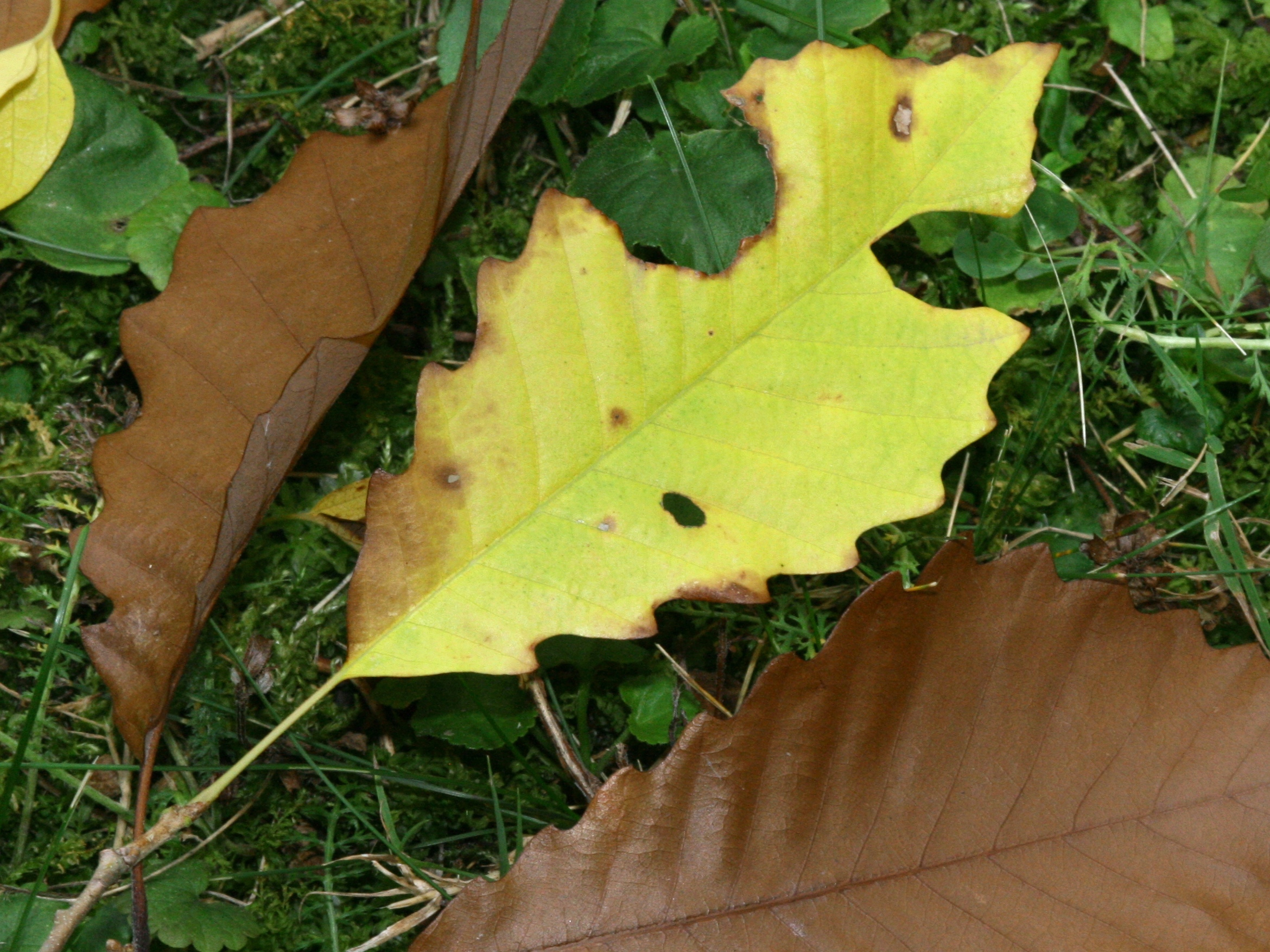